# Titularbistum Sauatra
Sauatra ist ein Titularbistum der römisch-katholischen Kirche.
Es geht zurück auf einen untergegangenen Bischofssitz in der gleichnamigen antiken Stadt, die in der römischen Provinz Lycaonia im Zentrum Kleinasiens lag. Der Bischofssitz war der Kirchenprovinz Iconium zugeordnet. 
| Titularbischöfe von Sauatra |                                   |                                            |                 |                 |
| Nr.                         | Name                              | Amt                                        | von             | bis             |
| 1                           | André-Marie-Elie Jarosseau OFMCap | Apostolischer Vikar von Galla (Äthiopien)  | 6. April 1900   | 18. Januar 1941 |
| 2                           | Jean-Maria Mazé MEP               | Apostolischer Vikar von Hung Hoá (Vietnam) | 11. Januar 1945 | 2. Februar 1964 |